# يهوشع ألوف
يهوشع ألوف (4 مارس 1900 - 26 يوليو 1980) هي رياضي إسرائيلي. هو أحد مؤسسي الرياضة في فلسطين وأحد قادة اتحاد مكابي العالمي.
حصل على جائزة إسرائيل في عام 1974 لمساهمة خاصة في المجتمع والدولة في المجال الرياضي.

## حياته
وُلِد باسم جوشوا ولفينسكي، في ميدنة سلونيم في بيلاروسيا.
بعد هجرته إلى إسرائيل عمل كعامل بناء، وانضم إلى منظمة الهاجاناه المسلحة، وتقلد فيها مناصب هامة على مر السنين: عضو في فرع الهاجاناه في القدس (1933-1939)، وضابط ارتباط بين الوكالة اليهودية ووزارة الدفاع الأمريكية.
وكانت له اهتمامات بالرياضة. فعمل لمدة خمسة عشر عاما مدرسًا للتربية البدنية في ثانوية هرتسليا العبرية، وفي معهد المعلمين العبريين في القدس. وفي عام 1925 أُرسل للتدريب المهني في الدنمارك، وبعد عودته عُين مدرباً في نادي مكابي تل أبيب وبعد ذلك في نادي مكابي القدس.
وانتخب عضوا في مجلس إدارة اتحاد مكابي العالمي وعُهد إليه بتنظيم أول دورة مسابقات لألعاب مكابيه في إسارئيل (1932 و 1935 و 1950 و 1953). وابتعث ممثلا لنادي مكابي إريتس إسرائيل، خلال هذه السنوات كمراقب في أولمبياد باريس (1924) وأولمبياد لندن وكان الممثل الرسمي للجالية اليهودية في الأحداث الرياضية الدولية والشبابية، بما في ذلك مؤتمر الشباب الديمقراطي في براغ (1947).
وهو أحد مؤسسي اللجنة الأولمبية الإسرائيلية ونقابة معلمي التربية البدنية. وهو أيضًا عضو في لجنة التربية البدنية في مجمع اللغة العبرية.

## جوائز وتكريمات
نال العضوية الفخرية من مكابي تل أبيب، وعضوية مجلس أمناء معهد وينجيت، وحصل على جائزة دوف هوز للرياضة من بلدية تل أبيب (1951) (عن كتابه "شروط التمرين).
وحصل على جائزة إسرائيل في عام 1974 للمساهمة الخاصة في المجتمع والدولة في المجال الرياضي.
أنجب ابنا وحيدا هو أرييه ألوف (1927-2000)،  والذي كان طيارًا ومديرًا لشركة إل عال الإسرائيلية، ورئيس قسم العمليات في إدارة الطيران المدني.
عاش ألوف في مدينة رمات غان.  ودفن في مقبرة كريات شاؤول. 